# Magistral (film)
Magistral (Магистраль) è un film del 1983 diretto da Viktor Ivanovič Tregubovič.

## Trama
Il film racconta il lavoro della ferrovia, il cui rendimento è inferiore al necessario, il che ha portato a un disastro.